# Tróndur Patursson
Tróndur Sverri Patursson (Kirkjubøur, 1944. március 1.) feröeri képzőművész. 1976-ban részt vett Tim Severin író-felfedezővel a Brendan-expedícióban. Hatalmas, színes festményei és szobrai mellett üvegablakokat fest, erről leginkább Dániában ismert. Fő munkája a gøtai új templom üvegablakainak megfestése volt, amit 1991 és 1994 készített el, és II. Margit dán királynő is megtekintett, amikor a templomot felszentelték.

## Élete
Ifjabb Jóannes Patursson († 1973) és Malan Hansen († 1983) fiaként született a feröeri Kirkjubøurban 1944-ben. 15 perccel idősebb ikertestvére, Páll lett az ismert Kirkjubøargarður (kirkjubøuri királyi gazdaság) örököse, ahol a dédapjuk, Jóannes Patursson (1866-1946) királyi gazda volt. 1984-ben, 40. születésnapján elvette régi szerelmét és élettársát, Borgny Dam Jacobsent (született 1940-ben Tórshavnban). Kirkjubøurban élnek, ahol 1976 és 1979 között épített házat. Van egy öccse is, Bjørn, aki Kolturban él és dolgozik, és ő és a felesége az egyedüli lakók ott.

## Iskolái
Tróndur 1951 és 1958 között otthon tanult. 1958-1959 telén Ingálvur av Reyni és Janus Kamban egyik első tanítványa volt Tórshavnban.
1959 és 1964 között a tengert járta, Grönlandig és Újfundlandig is eljutott. 1964-ben debütált művészként Tórshavnban az Ólavsøka-kiállításon. A következő évben részt vett egy Færøerne i Fokus (Fókuszban Feröer) című kiállításon Koppenhágában, ahol 1965-1966 telén Hans Christian Høyer rajziskolájába járt.
1966-ban, visszatérve Kirkjubøurba az otthoni gazdasággal kellett törődnie, mivel apja megbetegedett és fivére, Páll Norvégiában éppen közgazdaságtant tanult. Mivel Páll kötelezte magát, hogy tanulmányai után Norvégiában marad és egy üzemben dolgozik, felajánlotta Tróndurnak, hogy cseréljenek. Így Tróndur érkezett a helyére az üzembe, ahol megismerte Ståle Kyllingstad szobrászt. 1967 és 1969 között a norvégiai Vossban (Bergen mellett) tanult, mint díszkovács. Munkája mellett engedélyt kapott arra, hogy az oslói Szépművészeti Főiskolára is járhasson, ahol végül 1969 és 1973 között tanult. 1969-ben készített egy acélból készült emlékművet Tórshavn városa számára. ezt követte 1972-ben egy önálló kiállítás Oslóban és Stavangerben, majd 1973-ban egy külön kiállítás Tórshavnban. Ugyanebben az évben dél-franciaországi tanulmányutat tett, valamint épített egy vitorláshajót, amivel Norvégiától Gibraltáron és Marokkón át Görögországig elhajózott. Az út során látottak hatottak a művészetére.

## A kalandor

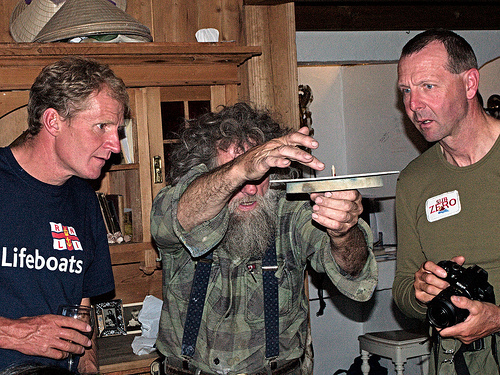
Patursson (középen) a Brendan-expedícióról mesél

1976-ban részt vett Tim Severinnel egy utazáson, amikor is egy ír curragh-gal, azaz bőrhajóval átszelték többedmagukkal az Atlanti-óceánt. Ezzel Szent Brandanus kalandos útját akarták bebizonyítani, aki állítólag a 7. században tette meg ezt az utat. Mivel az út során voltak problémák, két részben zajlott az utazás. A hajó egy ideig Izlandon vesztegelt, akkor mindenki hazautazott, hogy 1977-től újra vízre tegyék a hajót. Május 7-én indultak el Izlandról és június 26-án érték el Újfundland partjait.
1982-ben újra részt vett Tim egyik expedíciójában, amikor Omántól Kínáig mentek (Szinbád-expedíció), valamint 1984-ben (Jason-expedíció) Görögországtól Grúziáig vándoroltak. 1986-ban az Ulysses-expedícióban vett részt Timmel, ahol Odüsszeusz útját járták végig.

## A művész
Művészetének korai szakaszaiban képeket festett, szobrokat készített. 1987 óta Tróndur főképp üvegeket fest. 1979-ben készült el a tórshavni Eik Banki üvegeinek festése, 1982-ben a Technikai Iskoláé, 1983-ban a Hotel Føroyar, 1985-ben az Észak Háza, 1987-ben az SMS-bevásárlóközpont, 1989-ben az Útvarp Føroya és a Vágari repülőtér, 1991-1994 között a gøtai templom, 1992-ben a Rønbjerg Szabadidőközpont Dániában, 1993-ban a feröeri katolikus templom, 1995-ben a Køge Bugt Kultúrház Dániában, 1998-ban a Koppenhágai repülőtér, 1999-ben a middelfarti és a frederikshavni kórház, 2000-ben a Tornbjerg templom Odensében, a Bryghuset Herningben, az izlandi Alþingi, 2002-ben a randersi Kronjylland, 2003-ban a koppenhágai Állami Kórház és 2004-ben a svendborgi Miasszonyunk templom, a koppenhágai Állatkert és a Zeneház Århusban, mind-mind Tróndur művészetének egyik helyszíne.
2007. október 1-jén Bill Clinton és Hans Blix meglátogatták Feröert. A nekik adott ajándéktárgyakat, egy kék üvegmadarat, Tróndur festette.

## Galéria

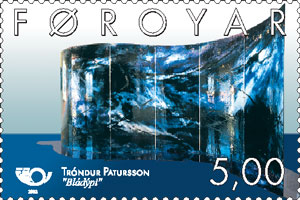
Bládýpi - Tróndur üvegből és acélból készült szobra (1995) a køgei kultúrházban. Az Északi Tanács 50-éves jubileumára (2002) készült bélyegsorozat egyik darabján látható, Feröerről Tróndurt választották ki a bélyegeken való szereplésre.
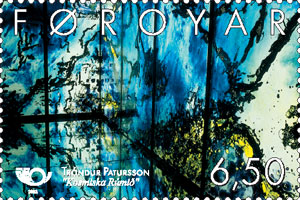
Kosmiska rúmið - Kozmikus tér
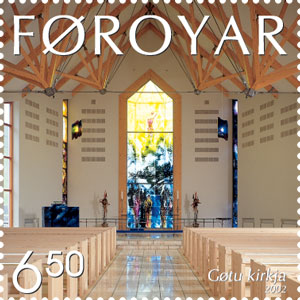
A gøtai templom belseje, aminek az üvegeit Tróndur festette
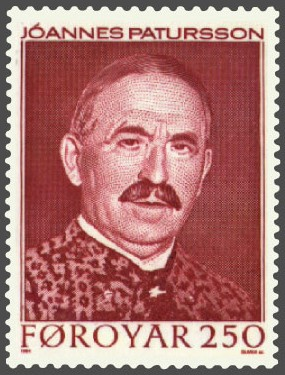
Dédapja, Jóannes Patursson (író, költő, politikus) egy 1984-es bélyegen